# IC 2248
IC 2248 est une petite galaxie spirale située dans la constellation du Cancer. Sa vitesse par rapport au fond diffus cosmologique est de 4 362 ± 16 km/s, ce qui correspond à une distance de Hubble de 64,3 ± 4,5 Mpc (∼210 millions d'al). IC 2248 a été découverte par l'astronome allemand Max Wolf en 1901.
En raison d'une brillance de surface égale à 14,26 mag/am2, on peut qualifier IC 2248 de galaxie à faible brillance de surface (LSB en anglais pour low surface brightness). Les galaxies LSB sont des galaxies diffuses (D) avec une brillance de surface inférieure de moins d'une magnitude à celle du ciel nocturne ambiant.

## Groupe de NGC 2554
La galaxie IC 2248 fait partie du groupe de NGC 2554 qui comprend au moins 6 galaxies. Outre IC 2248 et NGC 2554, les 3 autres galaxies du groupe sont IC 2269, UGC 4299, UGC 4304 et MGC 4-20-34.